# Simon Eastwood
Simon Eastwood (Luton, 26 de junio de 1989) es un futbolista inglés que se desenvuelve como portero en el Oxford United F. C. de la EFL Championship.
Comenzó jugando en la cantera del Huddersfield Town, equipo con el que debutó profesionalmente en el 2006, pero debido a que no jugaba en el primer equipo fue cedido al Woking FC en el 2009 y al Bradford City la temporada siguiente.En la temporada 2010/11 ficha por el Oxford United. Las siguientes temporadas, antes de volver al Oxford United, jugó en el Halifax Town, Portsmouth FC y Blackburn Rovers. Ha jugado en la Selección Sub-18 y Sub-19.

## Trayectoria Profesional

### Huddersfield Town
Eastwood comenzó su trayectoria profesional en el Huddersfield Town en la temporada 2006-2007, como tercer portero, después de haber jugado en su cantera.Debido a la falta de oportunidades para jugar, y después de haber firmado un nuevo contrato, es cedido al Woking FC de la Conference Premier y al Bradford City en junio de 2009 hasta final de dicho año.
Al final de la temporada 2009/10, abandona las filas del Huddersfield después de haber jugado un partido, debido a que el entrenador reclama un portero con una mayor experiencia.

### Oxford United, primera experiencia
El recién ascendido a la Football League Two, Oxford United, le contrata por 2 años como portero suplente. Tras su primera temporada y después de no haber jugado ni un solo partido, ficha por el Halifax Town de la Conference North.

### Halifax Town
En la temporada 2011/12 ficha por el Halifax Town que venía de realizar dos ascensos consecutivos y tenía bastantes esperanzas en realizar un tercero, pero que al final perdió en los play-offs de ascenso contra el Gainsborough Trinity FC.A pesar de jugar un total de 43 partidos de 46 disputados, el club no le renovó.

### Portsmouth FC
Eastwood firma un efímero contrato, a los 5 días lo rompe, con el Bradford Park Avenue AFC pues decide probar con el Portsmouth FC, donde juega todos los partidos de pretemporada e incluso el partido de la Copa de la Liga contra el Plymouth Argyle.Pero la llegada del danés Mikkel Andersen le relega a la suplencia.
Esa misma temporada el club desciende y tras no aceptar la renovación ficha por el Blackburn Rovers. Jugó un total de 27 partidos.

### Blackburn Rovers
Desde el verano de 2013 hasta el final de la temporada de 2015/15 ha ido alternando partidos de titular y la suplencia en el equipo de la Football League Championship.Hizo su debut el 7 de agosto de 2013 en el empate de la Copa de la Liga que acabaría perdiendo por penaltis contra el Carlisle United.

### La vuelta al Oxford United
En el verano de 2016 ffirma un contrato de un año.
- Datos: Q7518674